# Pat Kelly (piłkarz)
Pat Kelly, właśc. Patrick Michael Kelly (ur. 9 kwietnia 1918 w Johannesburgu, zm. 7 września 1985 w Rochdale) – irlandzki piłkarz występujący na pozycji bramkarza.
W swojej karierze występował na poziomie Division Two w barwach Barnsley oraz w Division Three jako zawodnik Crewe Alexandra.
W reprezentacji Irlandii prowadzonej przez IFA wystąpił jeden raz, 1 października 1949 w przegranym 2:8 meczu el. do MŚ 1950 przeciwko Szkocji.